# Карбуница
Карбуница или Кърбуница (на македонска литературна норма: Карбуница) е село в Северна Македония, в община Кичево.

## География
Селото е разположено в Кичевската котловнина.

## История
В XIX век Карбуница е чисто българско село в Кичевска каза на Османската империя. Църквата „Свети Никола“ е от 1862 година. В „Етнография на вилаетите Адрианопол, Монастир и Салоника“, издадена в Константинопол в 1878 година и отразяваща статистиката на населението от 1873 година, Карбуница (Karbounitza) е посочено като село с 37 домакинства със 140 жители българи.
Според статистиката на Васил Кънчов („Македония. Етнография и статистика“) към 1900 година в Кърбуница живеят 515 българи християни.
На Етнографската карта на Битолския вилает на Картографския институт в София от 1901 година Карбуница е чисто българско село в Кичевската каза на Битолския санджак с 50 къщи.
По време на Илинденското въстание селото е нападнато от турски аскер и башибозук на 22 юли 1903 година, като при нападението са изгорени 81 къщи и са убити Мицковица Милевска, Мойсовица Милевска, Лазе Антев от Старнец, Велян Новачев от Кладник, докато от селската чета загиват въстаниците Глигор Карбунцки и Харитон Янакиев от Доленци.
Според митрополит Поликарп Дебърски и Велешки в 1904 година в Карбуница има 57 сръбски къщи. По данни на секретаря на Българската екзархия Димитър Мишев („La Macédoine et sa Population Chrétienne“) в 1905 година в Карбуница има 600 българи екзархисти и в селото функционира българско училище.
Статистика, изготвена от кичевския училищен инспектор Кръстю Димчев през лятото на 1909 година, дава следните данни за Карбуница:
| Домакинства | Гурбетчии | Грамотни | Грамотни | Грамотни | Неграмотни | Неграмотни | Неграмотни |
| Домакинства | Гурбетчии | мъже     | жени     | общо     | мъже       | жени       | общо       |
| ----------- | --------- | -------- | -------- | -------- | ---------- | ---------- | ---------- |
| 77          | 70        | 63       | 24       | 87       | 177        | 192        | 369        |

При избухването на Балканската война 1 човек от Карбуница е доброволец в Македоно-одринското опълчение.
След Междусъюзническата война в 1913 година селото попада в Сърбия.
На етническата си карта на Северозападна Македония в 1929 година Афанасий Селишчев отбелязва Карбуница като българско село.
Според преброяването от 2002 година селото има 42 жители македонци.
От 1996 до 2013 година селото е част от община Вранещица.

## Личности
Родени в Карбуница
- Иван Спасе, арестуван преди април 1904 година, обвинен, че „изчезването на Китан и още едно лице“,[12] амнистиран с общата амнистия от 12 април 1904 година[13]
- Йорги Шемко, арестуван преди април 1904 година, обвинен, че „изчезването на Китан и още едно лице“,[12] амнистиран с общата амнистия от 12 април 1904 година[13]
- Кузман Кръсте, арестуван преди април 1904 година, обвинен, че „изчезването на Китан и още едно лице“,[12] амнистиран с общата амнистия от 12 април 1904 година[13]
- Лазар, войвода на ВМОРО и помощник на Арсо Мицков, после се прехвърля в Крушевско и действа с Климент Кочовски, а по-късно пак в Кичевско[14]
- Лазар Неделко, арестуван преди април 1904 година, обвинен, че „изчезването на Китан и още едно лице“,[12] амнистиран с общата амнистия от 12 април 1904 година[13]